# Hygrotus dissimilis
Hygrotus dissimilis är en skalbaggsart som först beskrevs av Max Gemminger och Edgar von Harold 1868.  Hygrotus dissimilis ingår i släktet Hygrotus och familjen dykare. Inga underarter finns listade i Catalogue of Life.